# Nicole de Rouves
Anna Renée Le Meute dite Nicole de Rouves, née le 24 juillet 1906 à Paris 12e et morte le 30 mars 1950 à Paris 16e, est une actrice française.

## Biographie
Remarquée dans les cabarets où elle se produit comme danseuse et chanteuse, Nicole de Rouves mène une carrière modeste dans le cinéma où ses apparitions se limitent souvent à mettre en valeur sa plastique de femme sportive plutôt qu'à valoriser ses talents de comédienne.
Plus connue dans la rubrique des faits divers, ou dans les concours d'élégance que dans les revues de cinéma, sa carrière s'interrompt avec la déclaration de guerre avant de sombrer dans l'oubli après la Libération. 
Pour les besoins de l'un de ses films, l'aviatrice Maryse Bastié l'aide à passer son brevet de pilote en 1936. 
Les circonstances de son décès prématuré à l'âge de 43 ans ne sont pas connues.
Elle est inhumée au cimetière parisien de Bagneux (46e division) le surlendemain de sa mort.

## Filmographie
- 1929 : Le Manque de mémoire, court-métrage d'Henri Chomette
- 1929 : L'Aventure de Luna-Park, court-métrage d'Albert Préjean
- 1929 : Bluff, court-métrage de Georges Lacombe
- 1930 : Le Requin d'Henri Chomette
- 1930 : Mon gosse de père de Jean de Limur
- 1930 : L'amour chante de Robert Florey
- 1931 : L'Anglais tel qu'on le parle de Robert Boudrioz
- 1931 : Circulez ! de Jean de Limur
- 1932 : Le Sergent X, de Wladimir Strijewsky : Jeanne[7]
- 1934 : Casanova de René Barberis : la signora Manzoni
- 1934 : La Garnison amoureuse / Trois de la Cavalerie de Max de Vaucorbeil : la femme-tronc
- 1935 : Barcarolle de Gerhard Lamprecht et Roger Le Bon
- 1935 : Les dieux s'amusent de Reinhold Schünzel et Albert Valentin
- 1935 : Un homme de trop à bord de Gerhard Lamprecht et Roger Le Bon : Lou
- 1935 : Baccara d'Yves Mirande et Léonide Moguy : l'entraîneuse
- 1935 : Jonny, haute-couture, de Serge de Poligny
- 1936 : Samson de Maurice Tourneur : une invitée chez Christiane
- 1936 : Avec le sourire de Maurice Tourneur : la femme du chasseur
- 1937 : Puits en flammes de Viktor Tourjansky
- 1937 : Abus de confiance d'Henri Decoin : la prostituée
- 1938 : Je chante de Christian Stengel : la femme de chambre